# Citroën GS

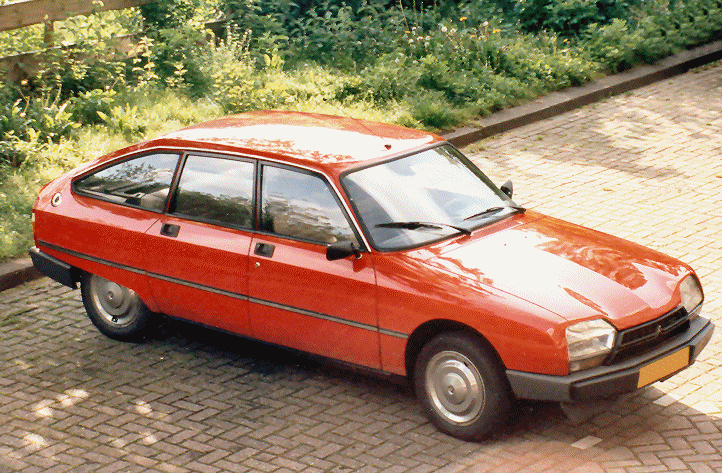
Citroën GSA Special

El Citroën GS fue un automóvil producido por el fabricante francés Citroën entre 1970 y  1986. Como la mayoría de sus competidores de la época estaba situado entre los actuales segmento C y segmento D, permitiendo a la marca acceder a los segmentos medios con mayores garantías que con los Citroën Ami, derivados de los espartanos 2CV y demasiado alejados de los lujosos DS/ID con que había competido hasta entonces. En 1979 se presentó una profunda reestilización del modelo que añadía un práctico portón trasero y la posibilidad de equipar una 5ª velocidad pasando a denominarse Citroën GSA. Sería sustituido directamente por el Citroën BX, de dimensiones ligeramente mayores e indirectamente por el Citroën ZX, en el nuevo segmento C que se perfilaba a principio de los ochenta como alternativa a las berlinas medias en el sur de Europa.

## Historia
Con el GS, Citroën popularizaba los avances tecnológicos que antes incorporaba en su gama alta creando un automóvil accesible pero dotado de la singular tecnología hidroneumática que tanta fama había dado a la marca. También se adoptaban la técnica y la experiencia provenientes del 2CV creando para la ocasión una nueva familia de motores bóxer refrigerados por aire pero de 4 cilindros y árboles de levas en cabeza que lograban un funcionamiento fiable, suave y silencioso y requerían muy poco mantenimiento.
Inicialmente la mecánica fue de 1015 cc y 40 kW (55 CV) aunque posteriormente su cilindrada y potencia se fueron elevando hasta alcanzar los 1300 cc y los 48 kW (65 CV) en sus últimas versiones. Con una carrocería más aerodinámica incluso que la de su hermano mayor el Citroën CX, su seguridad activa y confort de marcha eran superlativos.
Esto le permitió ganar el título de Coche del Año en Europa en 1971, y gozar de gran popularidad en países como Francia, Alemania o España, donde se fabricó en la factoría de Vigo y fue nombrado Coche del Año en 1974.
Se dieron 4 versiones principalmente de menos a más lujosas; estas eran el Special, la versión Club  la versión Pallas y la versión deportiva que se denominaban x1, x2 o x3 este último con motor de 1300 cc.
En 1979 apareció totalmente remodelado exterior e interiormente con nuevos y prominentes parachoques plásticos que incluían deflectores y un moderno habitáculo en el que llamaban la atención sus novedosos mandos satélite, nuevos acabados y una climatización muy mejorada. Se le denominó GSA, y contaba con un amplio portón que lo convertía en un 5 puertas. Se equipó con motores de 1100 y 1300 cc, y se mantuvieron los acabados Pallas, Special, Club y el deportivo ahora llamado x3. Creció en longitud y aunque no tuvo el éxito de ventas del GS, sus mejoras en calidad y refinamiento eran patentes. También incluía la posibilidad de equipar una caja de 5 velocidades.
Dejó de fabricarse el 21 de julio de 1986, dando paso al Citroën BX, más moderno en su plataforma y concepción montaba una mecánica convencional de 4 cilindros en línea y mantenía la suspensión hidroneumática. No obstante y aprovechando los utillajes de fabricación, estos se trasladaron a Rumanía donde, y hasta 1996, se fabricó el Citroën Axel (y su versión económica, el Oltcit Club), pequeño vehículo utilitario de dos volúmenes y líneas muy parecidas a las del Citroën Visa, que se motorizó con los motores boxer 1100 y 1300 que en su día animaron a los GS y GSA.